# Pere I de Foix
Pere I de Foix (? - 1071) fou comte de Foix (1064-1071).

## Orígens familiars
Fill del comte Bernat I de Foix i la seva primera esposa Beatriu, fou germà de Roger I de Foix, al qual succeí a la seva mort, i germanastre de Bernat II de Bigorra.

## Núpcies i descendents
Es casà amb Letgarda, amb la qual va tenir:
- l'infant Roger II de Foix (?-1124), comte de Foix
- l'infant Pere de Foix (?-v1084), mort jove

El 1067 va mostrar les seves pretensions a l'herència del comtat de Carcassona a la mort del comte Ramon II, però aquest fou donat a Ermengarda de Carcassona, juntament amb les seves germanes Garsenda i Adelaida.
Va morir el 1071 sense poder accedir al tron de Carcassona.